# 야마세촌 (아키타현)
야마세촌(山瀬村)은 아키타현 기타아키타군에 있던 촌이다. 현재의 오다테시 북서부, 이와세강 유역에 해당한다.

## 역사
- 1889년 4월 1일 - 정촌제 시행에 의해 2촌의 구역으로 성립하였다.
- 1956년 9월 30일 - 하야구치정과 합병해 다시로정이 성립하였다. 동일 야마세촌이 폐지되었다.

야마세촌은 주변 촌에 비해 발전한 마을이었다. 에도 시대에는 이타나미 다케스케(伊達波武助)의 저택이 야마세촌에 있었고, 메이지 시대에는 1881년 창업한 도호쿠 지방의 유수한 기업인 다무라 철공소가 있었기 때문이다. (다무라 철공소는 이후 노사분규를 겪으면서도 2001년까지 가동되었다.) 
쇼와 초기에는 제철소에 인접하여 면사무소, 영림서, 등기소 등의 관공서가 밀집해 있었다. 철공소 도로를 사이에 두고 건너편에는 이와세 초등학교가 있었는데, 이 곳은 옆 마을인 시모가와미 마을에 있어 마을이 이웃 마을과 겹치는 형태였다. 이 때문에 1946년 이와세 마을 의회에서 마을 경계 변경안이 나왔지만 실현되지 않았다.

## 교통

### 철도노선
일본 국유철도 오우 본선이 마을을 지나고 있었지만, 역은 존재하지 않았다.

### 도로
- 국도 제7호선